# Ролла, Освалдо
Освалдо Адзарини Ролла (порт.-браз. Oswaldo Azzarini Rolla; 9 сентября, по другим данным 13 сентября 1909, Порту-Алегри — 27 октября 1996, Порту-Алегри), более известный под именем Фогиньо (порт.-браз. Foguinho) — бразильский футболист, полузащитник. Также работал футбольным судьёй, тренером и футбольным комментатором.

## Карьера
Фогиньо начал карьеру в клубе «Сан-Жозе» в 1920 году. Одновременно он работал портным в ателье Alfaiataria Aliança, а также занимался греблей и плаванием. В 1928 году Фогиньо перешёл в «Гремио», где дебютировал 18 ноября в матче с «Интернасьоналом» (2:0). В 1931 году форвард выиграл свой первый Чемпион штата, а годом позже повторил это достижение. Фогиньо играл за клуб до 1943 года, проведя 227 матчей и забив 127 голов. Последнюю встречу за клуб футболист сыграл 23 мая 1943 года с «Крузейро». После этого он недолго поиграл за клуб «Эрсилио Лус», где и завершил карьеру.
Я никогда не был звездой. Однако никто не превзошел меня в силе воли. И только благодаря этому я добился определенных успехов как футболист. Моя роль по заключалась в том, чтобы помогать полузащите и быть частью атаки.Фогиньо
В 1939 году Фогиньо, ещё будучи игроком, возглавил «Гремио». В 1943 году, сразу после завершения игровой карьеры, он вновь стал главным тренером клуба. С середины 1940-х Фогиньо работал футбольным арбитром. И судил до 1950 года. Затем он стал тренером клуба «Эсперанса». Однажды к нему обратился другой клуб, предложивший контракт на 5 тысяч крузейро. Фогиньо согласился, но только на условиях, что ему дадут заработную плату в 3 тысячи крузейро. Он сказал: «Просто с 5 тысячами платеж задержится, я буду жаловаться, и мы поругаемся». В начале 1950-х Фогиньо вновь работал судьёй. А в 1953 году стал главным тренером «Крузейро». С ноября 1953 по январь 1954 года команда провела турне по Европе, где клуб и его тренер играли и обучались последним тенденция футбола в «Старом Свете».
В 1955 году Фогиньо в третий раз стал на пост наставника «Гремио». Он применил увиденные европейские наработки, особенно меры физической подготовки игроков. Этот период стал наиболее удачный этап его карьеры: клуб выиграл четыре подряд титула чемпиона штата. В 1961 году он во второй раз возглавил «Крузейро». В 1965 году Фогиньо возглавил клуб «Пелотас». С команду он в том же сезоне выиграл городской чемпионат. А годом позже покинул клуб. Затем Фогиньо работал с клубом «Айморе». При нём в составе команды дебютировал Луис Фелипе Сколари. Годом позже Ролла недолго был тренером «Интернасьонала». В 1976 году Фогиньо в последний раз возглавил клуб. Всего за посту главного тренера этой команды он провёл 383 игры. После завершения карьеры Фогиньо работал комментатором на Rádio Gaúcha.

## Достижения

### Как игрок
- Чемпион штата Риу-Гранди-ду-Сул: 1931, 1932
- Чемпион Порту-Алегри: 1930, 1931, 1932, 1933, 1935, 1937 (AMGEA-E), 1938 (AMGEA-E), 1939

### Как тренер
- Чемпион штата Риу-Гранди-ду-Сул: 1956, 1957, 1958, 1959
- Чемпион Порту-Алегри: 1956, 1957, 1958, 1959, 1960